# کلی اسپرینگز (آریزونا)
کلی اسپرینگز (به انگلیسی: Clay Springs) یک منطقهٔ مسکونی در ایالات متحده آمریکا است که در شهرستان ناواهو، آریزونا واقع شده‌است. کلی اسپرینگز ۷٫۳۷ کیلومتر مربع مساحت و ۴٬۰۹۷ نفر جمعیت دارد و ۱٬۹۲۰٫۸۷ متر بالاتر از سطح دریا واقع شده‌است.